# Arata Sugiyama
Arata Sugiyama (japanisch 杉山 新 Sugiyama Arata; * 25. Juli 1980 in der Präfektur Saitama) ist ein ehemaliger japanischer Fußballspieler.

## Karriere
Sugiyama erlernte das Fußballspielen in der Jugendmannschaft von Kashiwa Reysol. Seinen ersten Vertrag unterschrieb er 1999 bei den Kashiwa Reysol. Der Verein spielte in der höchsten Liga des Landes, der J1 League. 1999 gewann er mit dem Verein den J.League Cup. Für den Verein absolvierte er sechs Spiele. 2003 wechselte er zum Zweitligisten Ventforet Kofu. Am Ende der Saison 2005 stieg der Verein in die J1 League auf. Am Ende der Saison 2007 stieg der Verein wieder in die J2 League ab. Für den Verein absolvierte er 217 Spiele. 2010 wechselte er zum Erstligisten Omiya Ardija. Für den Verein absolvierte er 42 Erstligaspiele. 2012 wechselte er zum Zweitligisten Yokohama FC. Für den Verein absolvierte er 27 Spiele. 2013 wechselte er zum Ligakonkurrenten FC Gifu. Für den Verein absolvierte er 41 Spiele. Ende 2014 beendete er seine Karriere als Fußballspieler.

## Erfolge
Kashiwa Reysol
- J.League Cup

Sieger: 1999